# 瑞维尼-瓦勒当代讷

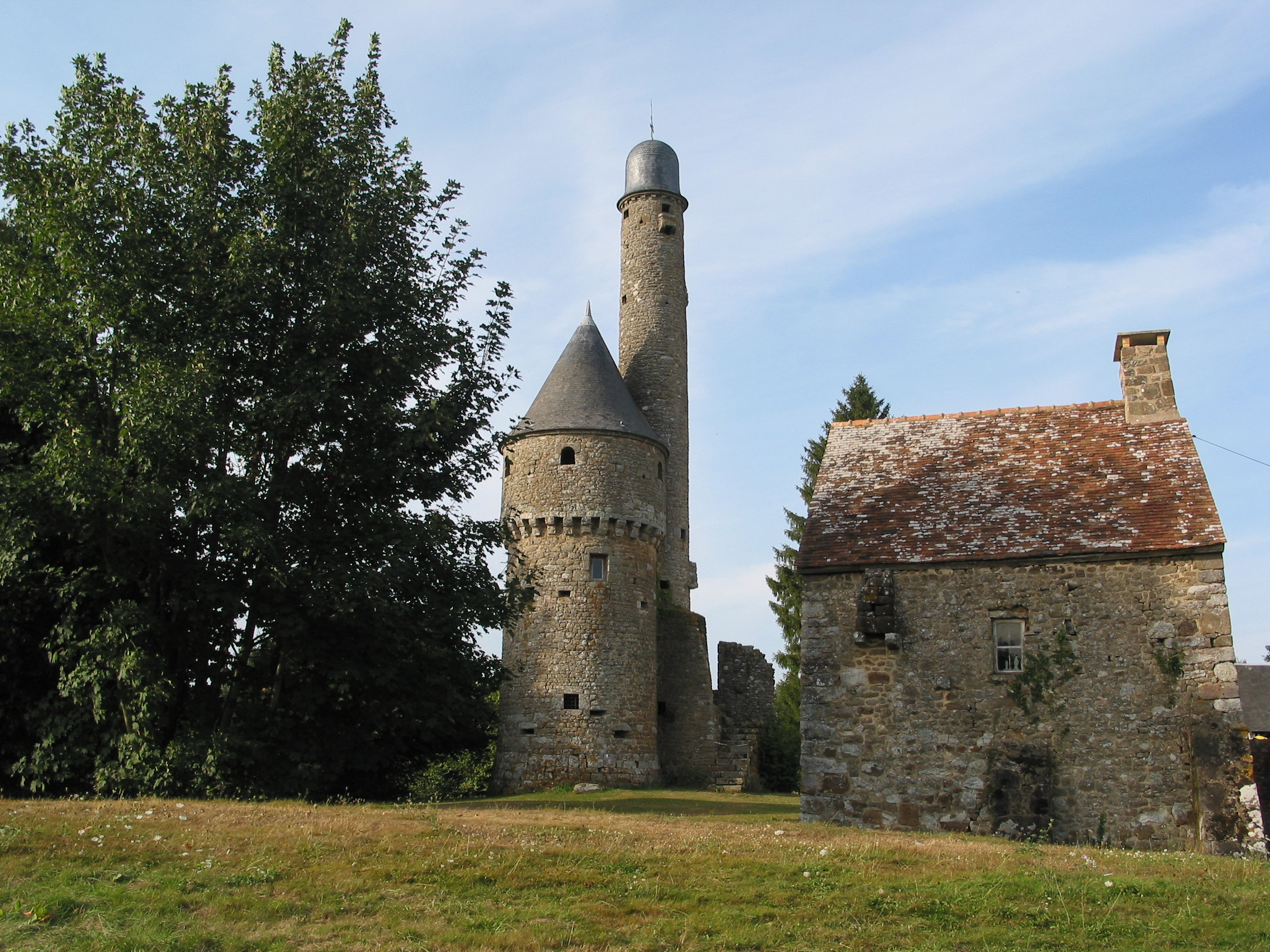
理想塔（Tour de Bonvouloir）

瑞维尼-瓦勒当代讷（法語：Juvigny Val d'Andaine，法語發音：[ʒyviɲi val dɑ̃dɛn]）是法国奥恩省的一个市镇，位于该省西南部，属于阿朗松区。该市镇总面积79.62平方公里，2015年时的人口为2199人。

## 历史
瑞维尼-瓦勒当代讷成立于2016年1月1日，由以下7个市镇合并而成：
- 拉巴罗什苏吕塞（La Baroche-sous-Lucé）
- 博朗代（Beaulandais）
- 瑞维尼苏桑代讷（Juvigny-sous-Andaine）
- 洛雷
- 吕塞
- 圣但尼德维勒内特（Saint-Denis-de-Villenette）
- 塞特福日（Sept-Forges）

其中瑞维尼苏桑代讷为政府驻地。